# Rhodostrophia cypriaria
Rhodostrophia cypriaria är en fjärilsart som beskrevs av Hans Rebel 1916. Rhodostrophia cypriaria ingår i släktet Rhodostrophia och familjen mätare. Inga underarter finns listade.